# Leopold Drucker
Pour les articles homonymes, voir Drucker.
Leopold Drucker (22 février 1903 à Vienne, Autriche-Hongrie, 25 février 1988 à New York, États-Unis) est un joueur international de football autrichien et un entraîneur.

## Biographie
Il débuta dans l'équipe de jeunes du SC Hakoah Vienne (en hébreu la Force, un club multisports communautaire juif de Vienne) et dont l'équipe première évoluait alors en seconde division autrichienne. Son premier match en première division eut lieu en décembre 1920 avec l'équipe première de l'Hakoah, récemment promue dans l'élite. Il fit une entrée réussie en marquant un but. Toutefois, par la suite, il ne joua que sporadiquement dans l'équipe première, évoluant le plus souvent avec la réserve. Cela le décida à changer de club, et il partit pour le FAC, le Floridsdorfer AC qui venait de descendre en seconde division. L'objectif était la remontée immédiate mais elle fut manquée de peu et ce n'est que la saison suivante que Floridsdorfer remonta dans l'élite. Drucker devint un des joueurs clés de l'équipe, jouant presque tous les matches comme titulaire lors de la saison 1925-1926 en première division. Durant cette saison, il joua deux fois dans la sélection de la ville de Vienne, contre Cracovie en septembre 1925 et Bratislava en mars 1926.
Il joua de nouveau pour le SC Hakoah Vienne la saison suivante. En 1926, lors d'une tournée du club aux États-Unis qui rencontra un grand succès, il reçut des propositions pour jouer dans l'ASL, l'American Soccer League. Il signa alors avec les Brooklyn Wanderers de New York. Il joua deux saisons pour ce club. En 1928, il y eut une scission avec la création d'une ligue concurrente l'ESL. Drucker partit pour le nouvellement créé New York Hakoah (aussi appelé Hakoah All-Stars) où il fut rejoint par plusieurs anciens joueurs de l'Hakaoh de Vienne. Il gagna avec ce club la coupe Open des États-Unis. Drucker aura joué 136 matchs en ASL.
En 1931, Leopold Drucker rentra dans son club d'origine, l'Hakoah de Vienne. En juillet 1932, il connut sa première sélection dans l'équipe nationale autrichienne participant à la victoire 4:3 contre la Suède à Stockholm. Bien que les journaux rapportèrent une très bonne performance de Drucker, cela resta sa seule sélection internationale, notamment en raison de la forte concurrence qui régnait à ce moment-là. Drucker resta donc le seul joueur de l'Hakoah à avoir joué au sein de la Wunderteam, nom alors donné à la brillante équipe nationale autrichienne dans les années 1920-1930.
En 1933, il quitta l'Hakoah pour la 3e fois et rejoignit, après un bref séjour au FAC - son ancien entraineur de l'Hakoah et ancien joueur de l'équipe nationale autrichienne Vincent Dittrich, à l'Olympique de Marseille. Il y joua avec son ancien équipier Jószef Eisenhoffer. Au cours de la saison 1933-34, Drucker disputa 16 matches du championnat de France et joua la finale de coupe de France, perdue 2-1 contre le FC Sète. 
À la fin de la saison, il partit pour Malte, qu'il avait connue lors d'une tournée du FAC. Les années suivantes, Drucker y fut joueur ou entraîneur pour le Floriana FC, le St. George's FC et Melita. Après le déclenchement de la Seconde Guerre mondiale, il fut envoyé en Palestine, où il joua et entraîna à Jérusalem. Après la guerre, il partit à New York, où en 1947, il travailla pour l'Athletic Club Hakoah.

## Source
- (de) Cet article est partiellement ou en totalité issu de l’article de Wikipédia en allemand intitulé « Leopold Drucker » (voir la liste des auteurs).